# Kościół Matki Bożej Gromnicznej w Kraśniku Łobeskim
Kościół Matki Bożej Gromnicznej w Kraśniku Łobeskim – katolicki kościół filialny zlokalizowany we wsi Kraśnik Łobeski w gminie Węgorzyno, w powiecie łobeskim (województwo zachodniopomorskie). Jest filią parafii św. Jana Chrzciciela w Sielsku.

## Historia i architektura
Murowany z cegły, neogotycki kościół został zbudowany w XIX wieku. Sytuowany na rzucie prostokąta, jest budowlą bezwieżową, zakończoną od strony prezbiterialnej trójbocznie. Wsparty jest przyporami. W zachodniej części kalenicy osadzona jest otwarta dzwonnica z małym dzwonem. Okna i portale zakończone są ostrołukowo. Nad wejściem głównym umieszczone są dwa oculusy, osadzone w niszach.
Wnętrze nakryte jest podwyższonym, belkowanym stropem. Nad wejściem umieszczona jest empora chórowa. Trójbocznie zamknięta część prezbiterium pełni funkcję zakrystii, znajduje się w niej także przejście na ambonę. Ambona oraz stalle pochodzą z XVIII wieku. W kościele znajduje się XVII-wieczny ołtarz ze sceną Ukrzyżowania, ozdobiony kolumienkami, figurkami aniołów i rzeźbą Chrystusa Zmartwychwstałego na szczycie. W zakrystii zachował się malowany temperą na drewnie XVIII-wieczny obraz, przedstawiający głowę Chrystusa w cierniowej koronie.
Po II wojnie światowej kościół został konsekrowany jako świątynia katolicka w dniu 2 lutego 1946 roku przez ks. Franciszka Jastrzębskiego.
Poza kościołem, na wschód od niego, znajduje się XIX-wieczne mauzoleum o półkolistym kształcie. Umieszczone są w nim nisze z osadzonymi w nich płytami nagrobnymi, poprzedzielane kolumnami zwieńczonymi główkami aniołków. W centralnej części mauzoleum umieszczony jest medalion z głową Chrystusa.